# Arado Ar 80
L'Arado Ar 80 est un avion de chasse expérimental allemand de l'Entre-deux-guerres.

## Historique
Les premiers Arado Ar 68 n’étaient pas encore sortis d’usine lorsque, en février 1934, le RLM émit un nouveau cahier des charges pour un chasseur devant atteindre les 450 km/h. Aucun moteur de plus de 700 cv n’étant disponible en Allemagne, l’accent fut mis sur l’aérodynamique et le gain de poids. Parmi les quatre constructeurs consultés, le plus handicapé était Arado, à qui il était curieusement notifié de réaliser un appareil à train d’atterrissage fixe, les trains d’atterrissage escamotables n’étant pas considérés comme fiables. Mais cette décision, qui condamnait d’avance le prototype Arado, ne fut pas seule à l’origine de l’échec de l’ingénieur Walter Blume face aux Bf 109 de Messerschmitt, Heinkel He 112 et même le Focke-Wulf Fw 159 malgré sa conception dépassée (aile parasol), qui étaient tous trois dotés d'un train rétractable. L’Arado 80 était en effet réalisé en tubes d’acier soudés avec revêtement en aluminium riveté, une technique qui augmentait de près de 16 % le poids de la cellule.
Élégant monoplan à aile en mouette inversée (comme le futur Junkers Ju 87), le prototype Ar 80 V1 (D-IRLI) fut expérimenté en octobre 1935 à Travemünde avec un moteur Rolls-Royce Kestrel V développant 812 cv au décollage et 695 cv en régime continu, aucun Junkers Jumo 210, moteur prévu à l’origine, n’étant disponible. Le prototype fut, comble de malchance, perdu sur accident. Le moteur Kestrel fut cependant récupéré et monté sur un second prototype, Ar 80 V2 (D-ILOH), jusqu’à pouvoir enfin disposer d’un moteur Jumo 210Ca développant à peine 695 ch au décollage.
En 1937 apparut l'Ar 80 V3 (D-IPBN), machine profondément modifiée avec une aile à dièdre simple pour gagner du poids. Curieusement devenu biplace, ce chasseur atteignait tout de même 410 km/h. La Luftwaffe avait alors abandonné depuis longtemps ce programme, mais Arado persista avec deux autres prototypes qui permirent au constructeur d’effectuer des essais divers : L'Ar 80 V4 reçut un moteur Jumo 210Ga à injection et fut équipé d’un poste de pilotage fermé, et l'Ar 80 V5 fut le premier chasseur allemand à recevoir un canon MG FF de 20 mm tirant à travers le moyeu de l’hélice. Après essais à Rechlin et au centre d’armement de Tarnewitz (de), il fut affecté à la défense de l’usine Arado à Warnemünde.
Notons enfin que Walter Blume proposa en vain au RLM une version à train escamotable et moteur Jumo 210Ea.